# Hibiscus verbasciformis
Hibiscus verbasciformis là một loài thực vật có hoa trong họ Cẩm quỳ. Loài này được Klotzsch ex Hochr. mô tả khoa học đầu tiên năm 1900.